# Galardones de la EuroLiga
Los galardones de la EuroLiga son los reconocimientos que se conceden a los jugadores que mejor rendimiento individual demuestran en una temporada determinada de la EuroLiga, la máxima competición de clubes de baloncesto de Europa.

## EuroLeague Final Four MVP
El Turkish Airlines Euroleague Final Four MVP es el galardón al MVP de la Final Four de la EuroLiga. El galardón se inició en la temporada 2000-01, cuando la EuroLeague Basketball y la FIBA Europa separaron la competición. El galardón se da al "jugador más valioso" del equipo campeón y generalmente se considera el galardón individual más prestigioso e importante dado en el baloncesto europeo.
Vassilis Spanoulis del Panathinaikos y Olympiacos ha ganado el galardón en tres ocasiones, dos de ellas de forma consecutiva. Dejan Bodiroga también ganó el galardón dos veces consecutivas, con dos equipos diferentes (Panathinaikos y FC Barcelona). Vasilije Micić ganó el galardón dos veces consecutivas, con Anadolu Efes S.K..
| Temporada | Jugador                  | Equipo                       |
| --------- | ------------------------ | ---------------------------- |
| 2000–01   | Emanuel Ginóbili         | Kinder Bologna               |
| 2001–02   | Dejan Bodiroga           | Panathinaikos                |
| 2002–03   | Dejan Bodiroga (2)       | FC Barcelona                 |
| 2003–04   | Anthony Parker           | Maccabi Elite                |
| 2004–05   | Šarūnas Jasikevičius     | Maccabi Elite (2)            |
| 2005–06   | Theodoros Papaloukas     | CSKA Moscow                  |
| 2006–07   | Dimitris Diamantidis     | Panathinaikos (2)            |
| 2007–08   | Trajan Langdon           | CSKA Moscow (2)              |
| 2008–09   | Vassilis Spanoulis       | Panathinaikos (3)            |
| 2009–10   | Juan Carlos Navarro      | Regal FC Barcelona (2)       |
| 2010–11   | Dimitris Diamantidis (2) | Panathinaikos (4)            |
| 2011–12   | Vassilis Spanoulis (2)   | Olympiacos                   |
| 2012–13   | Vassilis Spanoulis (3)   | Olympiacos Piraeus (2)       |
| 2013–14   | Tyrese Rice              | Maccabi Electra Tel Aviv (3) |
| 2014–15   | Andrés Nocioni           | Real Madrid                  |
| 2015–16   | Nando de Colo            | CSKA Moscow (3)              |
| 2016–17   | Ekpe Udoh                | Fenerbahçe                   |
| 2017–18   | Luka Dončić              | Real Madrid (2)              |
| 2018–19   | Will Clyburn             | CSKA Moscow (4)              |
| 2020–21   | Vasilije Micić           | Anadolu Efes S.K.            |
| 2021–23   | Vasilije Micić (2)       | Anadolu Efes S.K. (2)        |
| 2022–23   | Walter Tavares           | Real Madrid (3)              |
| 2023–24   | Kostas Sloukas           | Panathinaikos (5)            |
| 2024–25   | Nigel Hayes              | Fenerbahçe (2)               |

## EuroLeague MVP

### EuroLeague Regular Season MVP
El EuroLeague Regular Season MVP fue el galardón al MVP de la fase de grupos de la temporada. Se inició en la temporada 2000–01 y que se suspendió después de la temporada 2003–04. Fue reemplazado por el EuroLeague MVP a partir de la temporada 2004–05.
| Temporada | Jugador         | Equipo       |
| --------- | --------------- | ------------ |
| 2000–01   | Dejan Tomašević | KK Buducnost |
| 2001–02   | Mirsad Türkcan  | CSKA Moscow  |
| 2002–03   | Joseph Blair    | Ülker        |
| 2003–04   | Arvydas Sabonis | Žalgiris     |

### EuroLeague Top 16 MVP
El EuroLeague Top 16 MVP fue el galardón al MVP del Top 16 de la temporada. Se inició en la temporada 2001–02 y que se suspendió después de la temporada 2003–04. Fue reemplazado por el EuroLeague MVP a partir de la temporada 2004–05.
| Temporada | Jugador         | Equipo            |
| --------- | --------------- | ----------------- |
| 2001–02   | Dejan Bodiroga  | Panathinaikos     |
| 2002–03   | Mirsad Türkcan  | Montepaschi Siena |
| 2003–04   | Arvydas Sabonis | Žalgiris          |

### All-EuroLeague MVP
El All-EuroLeague MVP comenzó en la temporada 2004–05. Sustituyó tanto al EuroLeague Regular Season MVP y al Euroleague Top 16 MVP. El All-Euroleague MVP combina la fase de grupos y el Top 16 juntos en un nuevo galardón que sirve para toda la temporada de la EuroLiga hasta la Final Four. El galardón es análogo al NBA Most Valuable Player Award.
| Temporada | Jugador              | Equipo                        |
| --------- | -------------------- | ----------------------------- |
| 2004–05   | Anthony Parker       | Maccabi Elite                 |
| 2005–06   | Anthony Parker (2)   | Maccabi Elite (2)             |
| 2006–07   | Theodoros Papaloukas | CSKA Moscow                   |
| 2007–08   | Ramūnas Šiškauskas   | CSKA Moscow (2)               |
| 2008–09   | Juan Carlos Navarro  | F. C. Barcelona               |
| 2009–10   | Miloš Teodosić       | Olympiakós Pireás             |
| 2010–11   | Dimitris Diamantidis | Panathinaikos                 |
| 2011–12   | Andrei Kirilenko     | CSKA Moscow (3)               |
| 2012–13   | Vassilis Spanoulis   | Olympiakós Pireás (2)         |
| 2013–14   | Chacho Rodríguez     | Real Madrid                   |
| 2014–15   | Nemanja Bjelica      | Fenerbahce Ulker Istanbul     |
| 2015–16   | Nando de Colo        | CSKA Moscow (4)               |
| 2016–17   | Sergio Llull         | Real Madrid (2)               |
| 2017-18   | Luka Dončić          | Real Madrid (3)               |
| 2018-19   | Jan Veselý           | Fenerbahce Ulker Istanbul (2) |
| 2020-21   | Vasilije Micić       | Anadolu Efes S.K.             |
| 2021-22   | Nikola Mirotić       | F. C. Barcelona (2)           |
| 2022-23   | Aleksander Vezenkov  | Olympiakós Pireás (3)         |
| 2023-24   | Mike James           | AS Mónaco                     |
| 2024-25   | Kendrick Nunn        | Panathinaikos (2)             |

### EuroLeague MVP of the Month
El EuroLeague MVP of the Month es el galardón al mejor jugador para cada mes de la temporada. El galardón se inició en la temporada 2004–05.

### EuroLeague MVP of the Week
El EuroLeague MVP of the Week es el galardón al mejor jugador para cada semana de la temporada. El galardón se inició en la temporada 2000–01. El jugador que más veces lo ha ganado de forma consecutiva es Shane Larkin, con cuatro entre las jornadas 18 y 21 de la fase regular de la Euroliga 2019-20.

## Trofeo Alphonso Ford
El Trofeo Alphonso Ford es el galardón que se otorga al máximo anotador de la temporada, hasta la Final Four. El galardón se inició con la temporada 2004–05.  Se llama así en honor a Alphonso Ford, tres veces máximo anotador de la Euroliga, que falleció al inicio de esa temporada.
| Temporada | Jugador             | Equipo                       |
| --------- | ------------------- | ---------------------------- |
| 2004–05   | Charles Smith       | Scavolini Pesaro             |
| 2005–06   | Drew Nicholas       | Benetton Basket              |
| 2006–07   | Igor Rakočević      | Tau Cerámica                 |
| 2007–08   | Marc Salyers        | Chorale Roanne               |
| 2008–09   | Igor Rakočević (2)  | Tau Cerámica (2)             |
| 2009–10   | Linas Kleiza        | Olympiacos                   |
| 2010–11   | Igor Rakočević (3)  | Efes Pilsen                  |
| 2011–12   | Bo McCalebb         | Montepaschi Siena            |
| 2012–13   | Bobby Brown         | Montepaschi Siena (2)        |
| 2013–14   | Keith Langford      | EA7 Emporio Armani Milan     |
| 2014–15   | Taylor Rochestie    | Nizhny Novgorod              |
| 2015–16   | Nando de Colo       | CSKA Moscú                   |
| 2016–17   | Keith Langford(2)   | Unics Kazan                  |
| 2017–18   | Alekséi Shved       | BK Jimki                     |
| 2018–19   | Mike James          | EA7 Emporio Armani Milan (2) |
| 2020–21   | Alekséi Shved (2)   | BK Jimki (2)                 |
| 2021–22   | Vasilije Micić      | Anadolu Efes S.K.            |
| 2022–23   | Aleksander Vezenkov | Olympiacos (2)               |
| 2023-24   | Markus Howard       | Baskonia (3)                 |
| 2024-25   | Kendrick Nunn       | Panathinaikos                |

## EuroLeague Best Defender
El EuroLeague Best Defender es el galardón al mejor jugador defensivo durante toda la temporada, hasta la Final Four. El galardón se inició en la temporada 2004–05. Dimitris Diamantidis del Panathinaikos ganó el premio cinco veces consecutivas, (2005–2009).
| Temporada | Jugador                  | Equipo                   |
| --------- | ------------------------ | ------------------------ |
| 2004–05   | Dimitris Diamantidis     | Panathinaikos            |
| 2005–06   | Dimitris Diamantidis (2) | Panathinaikos (2)        |
| 2006–07   | Dimitris Diamantidis (3) | Panathinaikos (3)        |
| 2007–08   | Dimitris Diamantidis (4) | Panathinaikos (4)        |
| 2008–09   | Dimitris Diamantidis (5) | Panathinaikos (5)        |
| 2009–10   | Viktor Khryapa           | CSKA Moscow              |
| 2010–11   | Dimitris Diamantidis (6) | Panathinaikos (6)        |
| 2011–12   | Andrei Kirilenko         | CSKA Moscow (2)          |
| 2012–13   | Stephane Lasme           | Panathinaikos Athens (7) |
| 2013–14   | Bryant Dunston           | Olympiacos Piraeus       |
| 2014–15   | Bryant Dunston (2)       | Olympiacos Piraeus (2)   |
| 2015–16   | Kyle Hines               | CSKA Moscú (3)           |
| 2016–17   | Adam Hanga               | Baskonia Vitoria         |
| 2017–18   | Kyle Hines (2)           | CSKA Moscú (4)           |
| 2018–19   | Edy Tavares              | Real Madrid              |
| 2020–21   | Edy Tavares (2)          | Real Madrid (2)          |
| 2021–22   | Kyle Hines (3)           | CSKA Moscú (5)           |
| 2022–23   | Edy Tavares (3)          | Real Madrid (3)          |
| 2023-24   | Thomas Walkup            | Olympiacos Piraeus (3)   |
| 2024–25   | Nick Weiler-Babb         | Bayern de Múnich         |

## EuroLeague Rising Star
El EuroLeague Rising Star es el galardón al "mejor jugador joven". Solo los jugadores que tienen menos de 22 años de edad antes de que comience la temporada son elegibles para el galardón. El galardón se inició en la temporada 2004–05.
| Temporada | Jugador               | Equipo                    |
| --------- | --------------------- | ------------------------- |
| 2004–05   | Erazem Lorbek         | Climamio Bologna          |
| 2005–06   | Andrea Bargnani       | Benetton Basket           |
| 2006–07   | Rudy Fernández        | DKV Joventut              |
| 2007–08   | Danilo Gallinari      | AJ Milano                 |
| 2008–09   | Novica Veličković     | Partizan                  |
| 2009–10   | Ricky Rubio           | Fútbol Club Barcelona     |
| 2010–11   | Nikola Mirotić        | Real Madrid               |
| 2011–12   | Nikola Mirotić (2)    | Real Madrid (2)           |
| 2012–13   | Kostas Papanikolaou   | Olympiacos Piraeus        |
| 2013–14   | Bogdan Bogdanović     | Partizan NIS Belgrade (2) |
| 2014–15   | Bogdan Bogdanović (2) | Fenerbahçe                |
| 2015–16   | Álex Abrines          | Fútbol Club Barcelona (2) |
| 2016-17   | Luka Dončić           | Real Madrid (3)           |
| 2017-18   | Luka Dončić (2)       | Real Madrid (4)           |
| 2018-19   | Goga Bitadze          | KK Budućnost Podgorica    |
| 2020-21   | Usman Garuba          | Real Madrid (5)           |
| 2021-22   | Rokas Jokubaitis      | Fútbol Club Barcelona (3) |
| 2022-23   | Yam Madar             | Partizan NIS Belgrade (3) |
| 2023-24   | Gabriele Procida      | ALBA Berlín               |
| 2024-25   | Nadir Hifi            | Paris Basketball          |

## EuroLeague Coach of the Year Award
El Alexander Gomelsky EuroLeague Coach of the Year se da al mejor entrenador de la temporada, que gana el Trofeo Alexander Gomelsky, en reconocimiento a sus logros después de la temporada. El galardón se inició en la temporada 2004–05.
| Temporada | Entrenador             | Equipo                       |
| --------- | ---------------------- | ---------------------------- |
| 2004–05   | Pini Gershon           | Maccabi Elite                |
| 2005–06   | Ettore Messina         | CSKA Moscow                  |
| 2006–07   | Željko Obradović       | Panathinaikos                |
| 2007–08   | Ettore Messina (2)     | CSKA Moscow (2)              |
| 2008–09   | Duško Vujošević        | Partizan                     |
| 2009–10   | Xavi Pascual           | Regal FC Barcelona           |
| 2010–11   | Željko Obradović (2)   | Panathinaikos (2)            |
| 2011–12   | Dušan Ivković          | Olympiacos                   |
| 2012–13   | Georgios Bartzokas     | Olympiacos (2)               |
| 2013–14   | David Blatt            | Maccabi Electra Tel Aviv (2) |
| 2014–15   | Pablo Laso             | Real Madrid                  |
| 2015–16   | Dimitrios Itoudis      | CSKA Moscow (3)              |
| 2016–17   | Željko Obradović (3)   | Fenerbahçe                   |
| 2017–18   | Pablo Laso (2)         | Real Madrid (2)              |
| 2018–19   | Dimitrios Itoudis (2)  | CSKA Moscow (2)              |
| 2020–21   | Ergin Ataman           | Anadolu Efes S.K.            |
| 2021–22   | Georgios Bartzokas (2) | Olympiacos (3)               |
| 2022–23   | Georgios Bartzokas (3) | Olympiacos (4)               |
| 2023-24   | Chus Mateo             | Real Madrid (3)              |
| 2024–25   | Šarūnas Jasikevičius   | Fenerbahçe (2)               |

## EuroLeague Club Executive of the Year Award
El EuroLeague Club Executive of the Year Award se da al mejor director ejecutivo de la temporada. El galardón se inició en la temporada 2004–05. Paulius Motiejūnas, que fue presidente del Žalgiris Kaunas, es la persona que más veces ha recibido este premio con un total de tres.
| Temporada | Director ejecutivo         | Equipo                   |
| --------- | -------------------------- | ------------------------ |
| 2004–05   | José Antonio Querejeta     | Tau Cerámica             |
| 2005–06   | Sergey Kushchenko          | CSKA Moscow              |
| 2006–07   | Juan Manuel Rodríguez      | Unicaja                  |
| 2007–08   | Ferdinando Minucci         | Montepaschi Siena        |
| 2008–09   | Marco Baldi                | Alba Berlin              |
| 2009–10   | Przemyslaw Seczkowski      | Asseco Prokom            |
| 2010–11   | Pavlos Giannakopoulos      | Panathinaikos            |
| 2010–11   | Thanasis Giannakopoulos    | Panathinaikos            |
| 2011–12   | Panagiotis Angelopoulos    | Olympiacos               |
| 2011–12   | George Angelopoulos        | Olympiacos               |
| 2012–13   | Tuncay Özilhan             | Anadolu Efes             |
| 2013–14   | Livio Proli                | EA7 Emporio Armani Milan |
| 2014–15   | Marco Baldi                | ALBA Berlín              |
| 2015–16   | José Antonio Querejeta (2) | Laboral Kutxa (2)        |
| 2016–17   | Maurizio Gherardini        | Fenerbahçe               |
| 2017–18   | Paulius Motiejūnas         | Žalgiris                 |
| 2018–19   | Paulius Motiejūnas (2)     | Žalgiris (2)             |
| 2020–21   | Alper Yılmaz               | Anadolu Efes S.K.        |
| 2021–22   | Alper Yılmaz (2)           | Anadolu Efes S.K. (2)    |
| 2022-23   | Paulius Motiejūnas (3)     | Žalgiris (3)             |
| 2023-24   | Vassilis G. Parthenopoulos | Panathinaïkós (3)        |

## 50 Greatest EuroLeague Contributors
La lista de los 50 mayores contribuyentes de la historia de la EuroLiga fue elegida el 3 de febrero de 2008, y se componen de 35 jugadores, 10 entrenadores y 5 árbitros. También incluía otros nominados para cada categoría, todos juntos, 105 jugadores, 20 entrenadores y 12 árbitros.
| Jugadores                 |
| ------------------------- |
| Fragiskos Alvertis        |
| Serguéi Belov             |
| Miki Berkovich            |
| Dejan Bodiroga            |
| Wayne Brabender           |
| Juan Antonio Corbalán     |
| Krešimir Ćosić            |
| Mike D'Antoni             |
| Dražen Dalipagić          |
| Predrag Danilović         |
| Mirza Delibašić           |
| Vlade Divac               |
| Aleksandar Đorđević       |
| Nikos Galis               |
| Emanuel Ginóbili          |
| Šarūnas Jasikevičius      |
| Radivoj Korać             |
| Toni Kukoč                |
| Clifford Luyk             |
| Pierluigi Marzorati       |
| Bob McAdoo                |
| Dino Meneghin             |
| Bob Morse                 |
| Aldo Ossola               |
| Theodoros Papaloukas      |
| Anthony Parker            |
| Dražen Petrović           |
| Dino Radja                |
| Manuel Raga               |
| Antonello Riva            |
| Emiliano Rodríguez        |
| Arvydas Sabonis           |
| Juan Antonio San Epifanio |
| Walter Szczerbiak         |
| Panagiotis Giannakis      |

| Entrenadores        |
| ------------------- |
| Pedro Ferrándiz     |
| Pini Gershon        |
| Aleksander Gomelsky |
| Dušan Ivković       |
| Božidar Maljković   |
| Ettore Messina      |
| Aleksandar Nikolić  |
| Željko Obradović    |
| Dan Peterson        |
| Lolo Sainz          |

| Árbitros           |
| ------------------ |
| Artenik Arabadjian |
| Mijaíl Davidov     |
| Lubomir Kotleba    |
| Yvan Mainini       |
| Costas Rigas       |

## EuroLeague Basketball All-Decade Team
Cada diez años se elige el mejor equipo de la década en la Euroliga. Esta elección se hace con la participación de 

### EuroLeague Basketball 2000–10 All-Decade Team
El EuroLeague Basketball 2000-10 All-Decade Team se compone de jugadores de baloncesto nombrados para el equipo ideal de la década durante los primeros 10 años de competición de la EuroLeague Basketball, desde 2000 hasta 2010. Había 50 jugadores nominados para el equipo ideal de la década. La votación incluyó los votos de los aficionados y periodistas especializados.
| Jugadores            |
| -------------------- |
| Dejan Bodiroga       |
| Dimitris Diamantidis |
| J.R. Holden          |
| Šarūnas Jasikevičius |
| Trajan Langdon       |
| Juan Carlos Navarro  |
| Theo Papaloukas      |
| Anthony Parker       |
| Ramūnas Šiškauskas   |
| Nikola Vujčić        |

Dejan Bodiroga fue elegido mejor jugador de la década en la Euroliga.

### EuroLeague Basketball 2010–20 All-Decade Team
En la elección dl EuroLeague Basketball 2010-20 All-Decade Team se volvió a elaborar una lista 50 jugadores nominados para el equipo ideal de la década. Además de los aficionados y periodistas, en esta ocasión también participaron los entrenadores y jugadores de la EuroLiga para hacer la selección del equipo final.
| Jugadores            |
| -------------------- |
| Vassilis Spanoulis   |
| Bogdan Bogdanović    |
| Sergio Llull         |
| Georgios Printezis   |
| Nando de Colo        |
| Miloš Teodosić       |
| Dimitris Diamantidis |
| Luka Dončić          |
| Juan Carlos Navarro  |
| Kyle Hines           |

Dimitris Diamantidis y Juan Carlos Navarro fueron los únicos jugadores del equipo ideal de la década anterior que repitieron galardón. Vassilis Spanoulis fue elegido mejor jugador de la década.

## All-EuroLeague Team
Cada temporada, se eligen diez jugadores, independientemente de sus posiciones, para los dos mejores quintetos de la temporada.